# Via dei Pellegrini
Via dei Pellegrini è una strada di Siena, nel Terzo di Città.

## Descrizione
La via prende il nome dai pellegrini medievali che l'attraversavano per recarsi al Duomo di Siena deviando brevemente dal percorso della Cassia Nuova, che attraversava la città da nord a sud.
Vi si trovano numerosi edifici d'importanza. All'angolo con piazza San Giovanni vi si affaccia il palazzo del Magnifico, eretto per Pandolfo Petrucci nel 1508 e un tempo contenente un importante ciclo di affreschi a più mani (Pinturicchio, Luca Signorelli, Bartolomeo Genga, ecc.) oggi staccato e diviso in più musei internazionali.
All'intersezione con via Jacopo da Diacceto si vede un arco, oltre il quale si può osservare una magnifica vista su Fontebranda e San Domenico.
Al 18 si trova palazzo Agostini, poi Bindi-Sergardi, che conserva in una sala al primo piano Episodi della storia romana affrescato dal Beccafumi.
Procedendo verso est la strada porta alla Costarella dei Barbieri e quindi a piazza del Campo.